# 上前頭回
上前頭回（じょうぜんとうかい、英: Superior frontal gyrus）は、ヒトの脳の前頭葉の、上側約 1/3 の領域を占める脳回。外側下方の境界を上前頭溝によって、外側後方の境界を中心前溝によって、内側下方の境界を帯状溝によって定義されている。
上前頭回は中前頭回や下前頭回と同様に、実際の脳回よりも様々な領域の複合体として成り立っている。

## 機能

上前頭回の位置を様々な角度から見た動画。赤く塗られている所が左大脳半球の上前頭回。

### 自己認識
fMRI による実験において、ゴールドバーグ (Goldberg) らは上前頭回が感覚器の活動と連携して、自己認識に関係している証拠を示した。

### 笑い
1998年に、神経外科医のイツハク・フリード (Itzhak Fried) は、てんかん治療の際の、上前頭回の電気刺激によって笑いを生じさせる 16歳の女性患者 ("患者 AK"として言及されている) について述べている
。
電気刺激は AK の左前頭葉の皮質表面に、てんかん発作の焦点の位置を同定するために行われた。(発作自体は笑いを引き起こしてはいない)  
フリードは左の上前頭回の 2 cm 四方の領域が電気刺激によって一貫して (複数の試行において) 笑いが引き起こされる領域であるとした。AK は、笑いが陽気さや歓喜を伴って生じると報告した。AK は笑いの理由に関して、毎回異なる (他人にとっては面白くない) 外部の刺激によるものであると説明した。つまり、彼女がその名前を答えるように指示された絵 (彼女は"馬が面白い"と述べた。) や読むように指示された文や、同じ部屋にいる人 (彼女は"そこに立っている男の人たちがとっても面白い"と述べた。)によるものであると説明した。
刺激電流のレベルが上がるにつれ、笑いの持続時間や強度が増加した。
例えば、弱い電流は微笑みのみが生み出されるのに対して、強い電流では大笑いが引き起こされた。笑いの起きている間は言語や手の動きなどの全ての活動は停止した。

## 参考画像

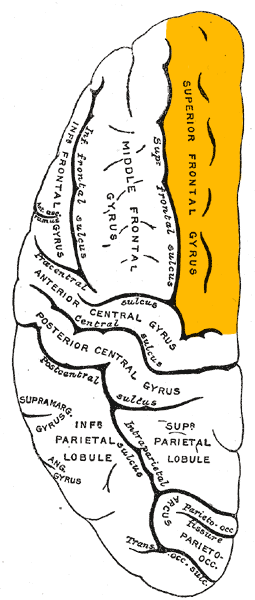
左大脳半球の外側面を上から見た図。オレンジ色の所が上前頭回。
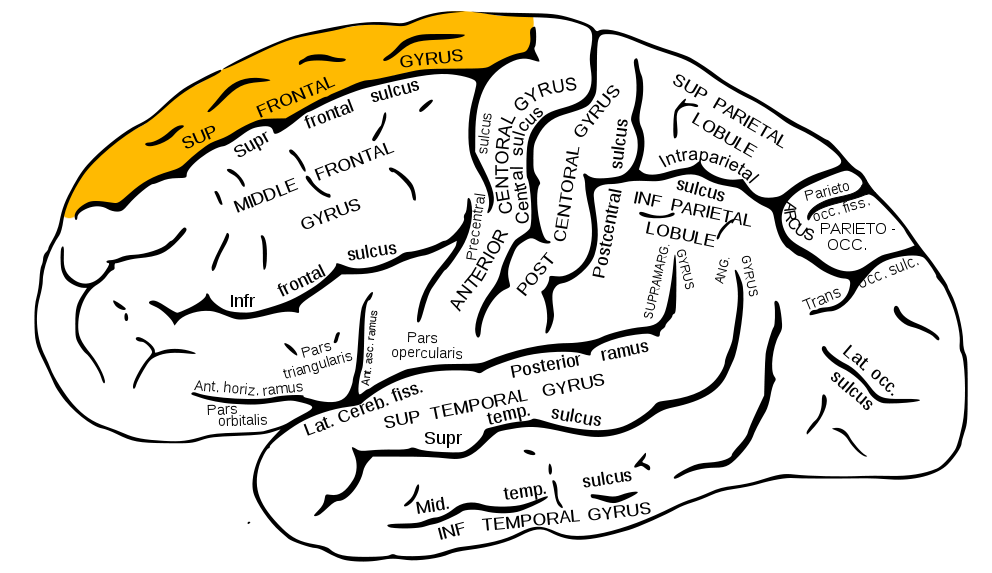
左大脳半球の外側面を横から見た図。オレンジ色の所が上前頭回。
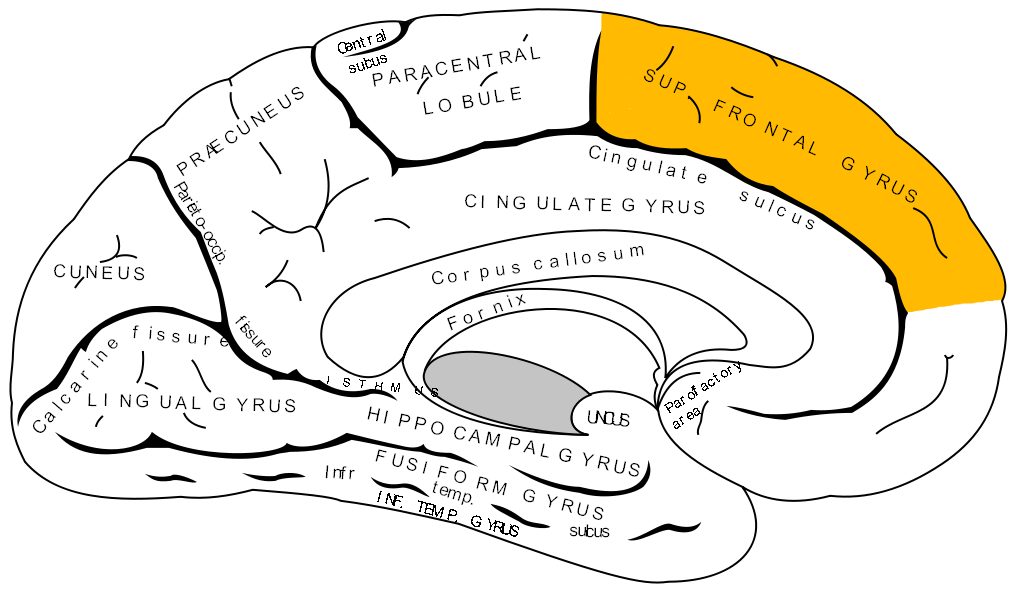
左大脳半球の内側面。オレンジ色の所が上前頭回。
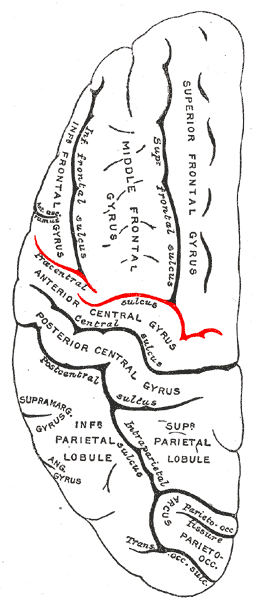
中心前溝。上前頭回の後方の境界を定める脳溝。
上前頭溝。上前頭回の外側面下部の境界を定める脳溝。
帯状溝。上前頭回の内側面下部の境界を定める脳溝。
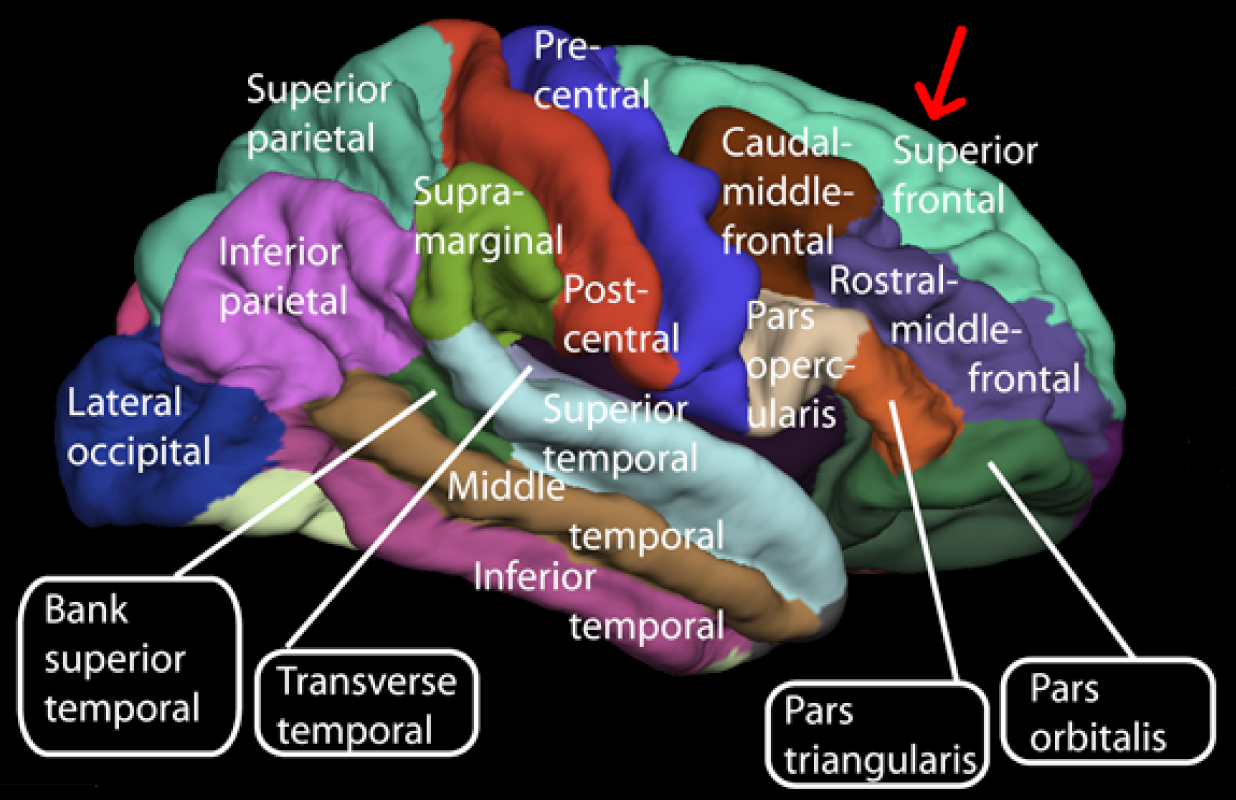
右大脳半球の外側面。矢印の先、水色の所が上前頭回。
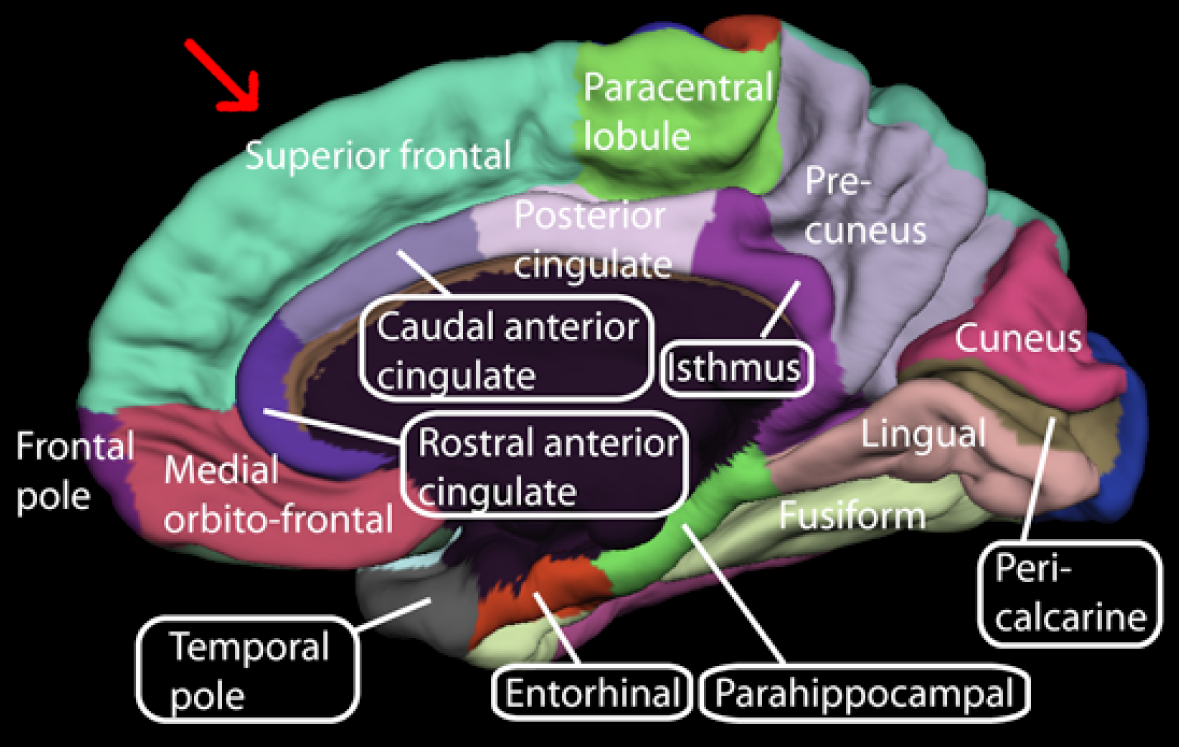
右大脳半球の内側面。矢印の先、水色の所が上前頭回。
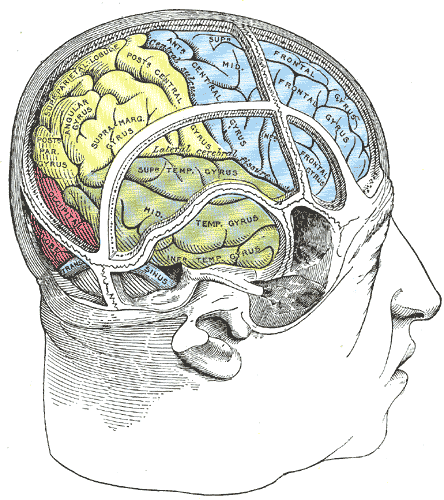
脳と頭蓋骨の関係を示した図。一番右上に上前頭回が描かれている（SUPR FRONTAL GYRUS の文字）
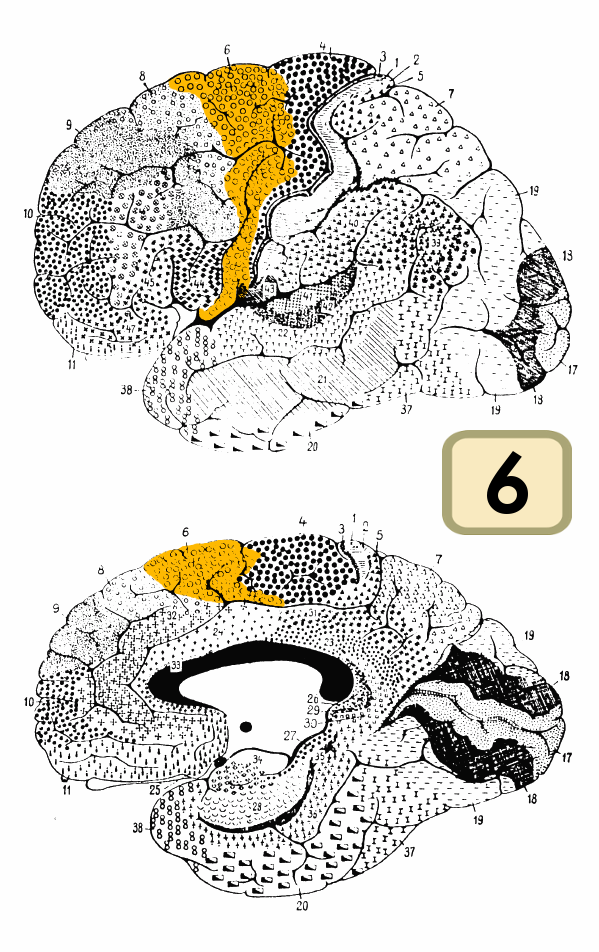
ブロードマンの脳地図における6野
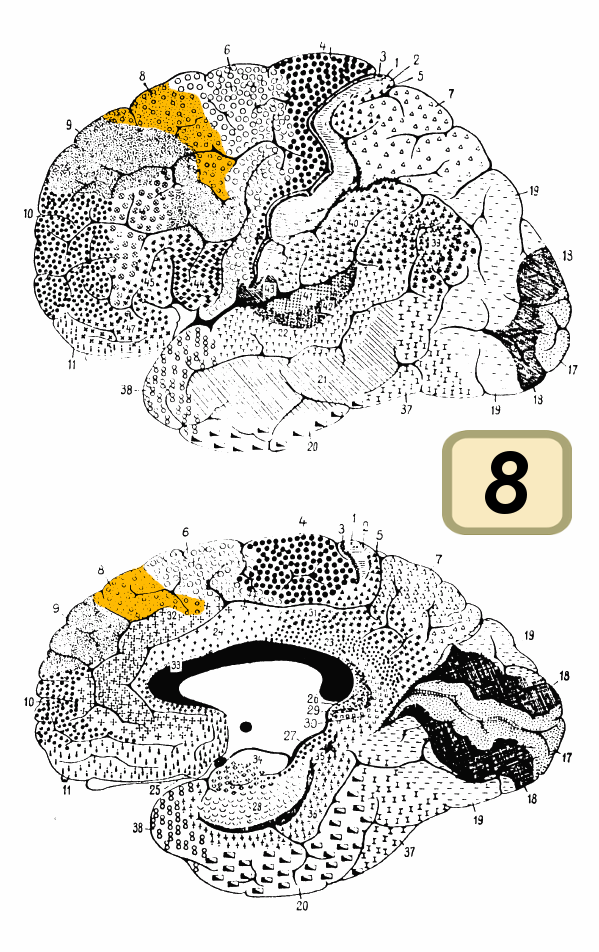
ブロードマンの脳地図における8野
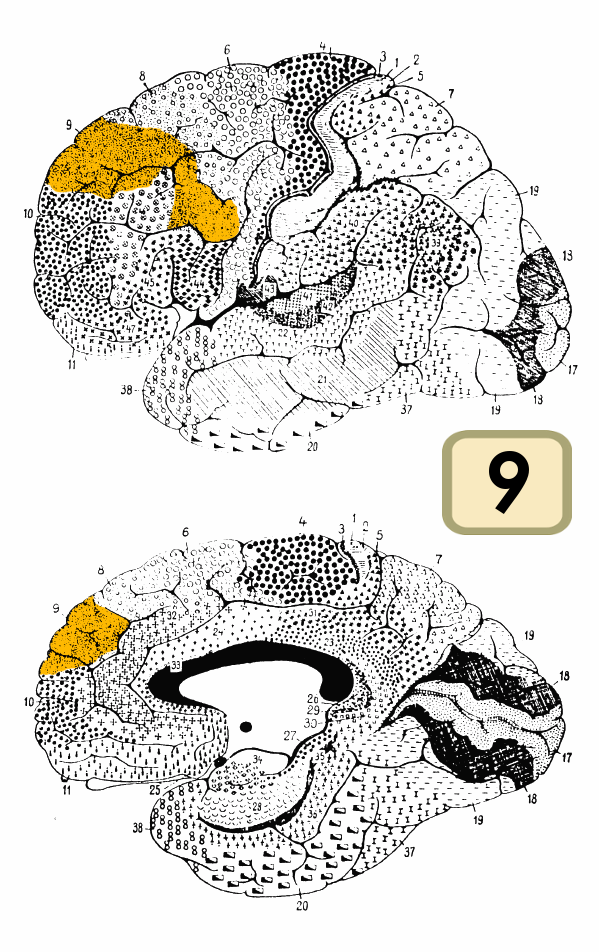
ブロードマンの脳地図における9野